# SNLE 3G
SNLE 3G (Sous-Marin Nucléaire Lanceur d’Engins de Troisieme Génération, «атомная подводная лодка с баллистическими ракетами третьего поколения») — тип подводных лодок, разрабатываемых для средств ядерного сдерживания ВМС Франции, входящих в состав Force de Dissuasion. Он разрабатывается как замена нынешнему классу Triomphant, начиная примерно с 2035 года, и может оставаться в эксплуатации до 2090 года.

## Планирование
Нынешние французские подводные лодки с баллистическими ракетами класса Triomphant поступили на вооружение в 1997 году и должны быть выведены к 2035 году. Первоначальные разработки по замене начались в 2017 году. О начале этапа общего рабочего проектирования кораблей 18 февраля 2021 года сообщила министр вооруженных сил Флоренс Парли.
Проект возглавляет французское агентство оборонных закупок Direction générale de l’armement при поддержке Французской комиссии по альтернативным источникам энергии и атомной энергии. Ожидается, что суда будут построены на верфи Naval Group в Шербуре и TechnucAtome. В цепочке поставок будет задействовано 200 компаний и 3000 человек. Ожидается, что на этапе проектирования потребуется 15 миллионов человеко-часов, а на строительство каждой подводной лодки — 20 миллионов человеко-часов. C Thales Group был подписан меморандум о взаимопонимании, чтобы предоставить полный набор гидролокаторов, включая ГАС, установленные побортно и носу, а также буксируемую антенную решетку. Пакет потребует использования искусственного интеллекта для управления возросшим объемом выходных данных.
Стоимость проекта оценивается обозревателями примерно в 40 миллиардов евро, хотя министерство вооруженных сил заявило, что пока слишком рано давать оценку. Этап проектирования продлится около пяти лет.

## Перспективы
Планируется построить четыре подводные лодки, столько же, сколько лодок типа «Триумфан». При таком количестве одна лодка может находиться в море на боевом патрулировании, вторая в море или в состоянии краткосрочной готовности, ещё две лодки будут находиться на техническом обслуживании. Ожидается, что при обычном развертывании длительность боевых патрулирований составит около 3 месяцев. Лодки, как и их предшественники, будут базироваться на полуострове Иль-Лонге.
Ожидается, что подводные лодки SNLE 3G войдут в состав флота начиная с 2035 года и останутся в строю до 2080—2090 годов. Первая резка металла планируется на в 2023 год, готовые подводные лодки будут поставляться по одной каждые пять лет с 2035 года, а программа завершится в 2050 году.
Ожидается, что новые лодки будут немного длиннее и больше по водоизмещению, чем лодки типа «Триумфан», они будут иметь улучшенное акустическое и магнитное экранирование, чтобы уменьшить их заметность для систем обнаружения. Предположительно, в остальном корабли будут похожи по конструкции на своих предшественников. Они будут иметь экипаж около 100 человек и вооружение из 16 баллистических ракет М51 в их модернизированной и доработанной версии. SNLE 3G будет иметь Х-образную корму, как на ударной подводной лодке типа Barracuda . SNLE 3G будут оснащены тем же типом ядерного реактора K15, который используется на лодках типа Barracuda.
|  |